# 浙江稠州銀行金牛籃球倶楽部
浙江稠州銀行金牛籃球倶楽部（浙江稠州银行金牛篮球俱乐部、英：Zhejiang Chouzhou Bank Golden Bulls Basketball Club）は、中華人民共和国・浙江省義烏市を本拠地とするプロバスケットボールチームである。中国プロバスケットボールリーグ所属。日本語では「浙江ゴールデンブルズ」とも呼ばれる。

## 歴史
前身は浙江省男子籃球チームで、1995年より浙江松鼠中欣倶楽部として中国のプロバスケットボールチームの草分けとして、甲級リーグに参戦。
1998年に浙江万馬旋風欄球倶楽部（浙江万马旋风篮球俱乐部）として改組。
2006-07シーズンは7位に入りプレーオフに進出するが、1回戦で八一ロケッツに1勝3敗で敗退。
2009年に浙江体育職業技術学院と浙江稠州商業銀行が共同で浙江稠州銀行金牛籃球倶楽部として改組。